# Ашкаренко Григорій Андрійович
Григо́рій Андрі́йович Ашкаре́нко (1856, Кременчук, нині Полтавської області — 23 березня 1922, село Пісочин, нині смт Харківського району Харківської області) — актор, антрепренер, драматург. Організатор Російсько-української професійної трупи, керував аматорським театром в Кременчуці.

## Життєпис
Григорій Андрійович Ашкаренко народився 1856 року в Кременчуку на Дніпрі. 1880 року він заснував першу професійну драматичну трупу в Кременчуці (і одну з перших в Україні).
У трупі Григорія Андрійовича Ашкаренка працювали великі актори того часу Микола Садовський і Марко Кропивницький (на честь останнього в Кременчуці носив назву один з «спочилих у Бозі» кінотеатрів, в ньому зараз розташовується макаронний цех приватного підприємства). У 1880—1890 рр. театральний колектив з Кременчука гастролював не тільки в Полтавській губернії, а й в багатьох містах і містечках України. Трупа одна з перших на лівобережжі ставила п'єси на українські теми, автором їх був сам кременчужанин Григорій Ашкаренко. На свої і запозичені сюжети він написав п'єси «Конотопська відьма» (1889 р.), «Царицино черевички, або криваві поминки» і «Рідна мати гірше мачухи» (обидві п'єси 1891 р.), в 1896 році п'єсу «Оказії з сотником Яремою», а в 1897 році — п'єсу «Маруся». Драму з піснями, хорами і танцями «Кого судити?» Ашкаренко поставив разом зі своїм колегою Іваном Тогобочним.
1908 року Ашкаренко в київському журналі «Рідний край» опублікував «Спогади про першу українську трупу». Одним із засновників цього журналу був український письменник, тісно пов'язаний своїм життям і творчістю з Полтавщиною, Панас Якович Рудченко, який публікував під українізованим псевдонімом Панас Мирний.
Помер Григорій Андрійович Ашкаренко напівзабутим.